# Emporium (revista)
Emporium fou una publicació literària quinzenal dirigida per Joan Linares que va comptar amb articles de Carles Rahola, Miquel de Palol i Prudenci Bertrana.